# Tyrannobdella rex
Tyrannobdella rex — єдиний рід п'явок роду підродини Praobdellidae з родини Hirudinidae ряду Безхоботні п'явки (Arhynchobdellida). Назва утворилася від поєднання тиранозавра рекса і п'явки.

## Опис
Загальна довжина сягає 7 см, завширшки 1 см. Генетично схожа на вид Dinobdella ferox. Наділена двома присосками, з яких передня значно більша за задню. Ротовий отвір майже дорівнює розміру передньої присоски. Має 1 щелепу, на якій розташовано 8 зубів (6 зубів помітні, 2 — підшкірні), висота яких становить 0,13 мм (при розмірі самої п'явки в 5 см). Це в 5 разів більше за зуби в інших видів її родини. Тіло гладеньке, в передній частині (трахелосомі) дуже широке, потім звужується на кінці. Тулуб м'язистий, доволі сильний. Репродуктивний апарат (атріум) мікроморфний.
Усе тіло рівномірно вкрито сірими і коричневими плямами.

## Спосіб життя
Присмоктуються лише до слизових оболонок і на відміну від інших п'явок здатні пити кров протягом кількох днів і навіть тижнів. Найчастіше проникає в ніс, до прямої кишки, уретри, вагіни або присмоктується до очного яблука ссавців, зокрема й людини. Тут накопичуються й відходи життєдіяльності цієї п'явки, які також не сприяють поліпшенню самопочуття жертви.

## Вплив
Потрапляння Tyrannobdella rex до органів сечостатевої системи може привести до серйозних проблем в їх роботі, а носоглотки — до носових кровотеч, кровохаркання і кашлю, також призводить до різних форм анемії.

## Розповсюдження
Поширена у верхній течії річки Амазонки (Перу, Еквадор, Колумбія).